# Marcus Morris
Marcus Thomas Morris Sr. (Filadélfia, 2 de setembro de 1989) é um jogador norte-americano de basquete profissional que atualmente joga pelo Cleveland Cavaliers da National Basketball Association (NBA).
Morris jogou basquete universitário na Universidade do Kansas antes de ser selecionado como a 14º escolha geral pelo Houston Rockets no draft da NBA de 2011.

## Primeiros anos
Morris nasceu em Filadélfia, Pensilvânia, filho de Thomasine "Angel" Morris. Ele tem quatro irmãos: Donte, Blake, David e seu irmão gêmeo Markieff, que também joga na NBA.
Considerado um recruta de quatro estrelas pela Rivals.com, Morris foi listado como o melhor Ala-pivô e o 29° melhor jogador do país em 2008.

## Carreira universitária
Morris frequentou a Universidade do Kansas, onde se formou em estudos americanos. Ele foi nomeado o Jogador de Basquete Masculino do Ano da Conferência Big 12 em 2010-11. Ele também foi nomeado pro Segundo-Time All-American pela Associated Press e pela Associação Nacional de Treinadores de Basquetebol, e uma seleção para a Terceira-Equipe All-America pela Fox Sports.
Morris e seu irmão assinaram com um agente esportivo de Los Angeles e anunciaram que entrariam no Draft da NBA de 2011.

## Carreira profissional

### Houston Rockets (2011–2013)
Morris foi selecionado pelo Houston Rockets com a 14ª escolha geral no Draft da NBA de 2011, cinco minutos depois que seu irmão Markieff foi selecionado com a 13ª escolha pelo Phoenix Suns. 
Ele foi mandado para o Rio Grande Valley Vipers da G-League em 2 de janeiro de 2012. Em seu primeiro jogo na G-League em 6 de janeiro de 2012, Morris registrou 33 pontos e 16 rebotes em uma derrota por 105-103 para o Dakota Wizards. Morris retornou aos Rockets em 16 de janeiro, foi transferido para os Valley Vipers em 3 de fevereiro e retornou aos Rockets novamente em 20 de fevereiro.
Depois de uma lesão de Patrick Patterson, o técnico dos Rockets, Kevin McHale, chamou Morris para a equipe principal. Quando soube que ele seria titular, Morris pensou que McHale estava brincando, já que ele raramente jogava e se machucou durante a pré-temporada. Durante o decorrer da temporada, Morris foi o reserva de Patterson e foi titular em 17 partidas enquanto Patterson estava lesionado. O seu arremesso de três pontos melhorou muito desde a sua temporada de estreia, mais do que triplicando a percentagem de 12% para 38%.

### Phoenix Suns (2013–2015)
Em 21 de fevereiro de 2013, Morris foi negociado com o Phoenix Suns, reunindo-o com seu irmão gêmeo. Um dia depois, ele jogou seu primeiro jogo com seu irmão nos últimos 6 minutos de derrota para o Boston Celtics, onde ele registrou 7 pontos, 2 roubos de bola e um rebote, apesar de não ter tido nenhum treinamento com o elenco antes do jogo. Isso marcou a segunda vez que irmãos gêmeos jogaram pelo mesmo time da NBA; Dick e Tom Van Arsdale também jogaram juntos pelos Suns durante a temporada 1976-1977.
Em 1 de março de 2013, Morris marcou 16 pontos para ajudar os Suns a derrotar o Atlanta Hawks por 92-87. Ele passou a ser titular ao lado de Markieff em 10 de março de 2013 contra seu ex-time, Houston Rockets, que fez os gêmeos Morris o primeiro conjunto de irmãos gêmeos a serem titular pelo mesmo time da NBA.
Em 29 de setembro de 2014, Morris assinou uma extensão de contrato com os Suns. Na abertura da temporada 2014–15, Morris registrou 21 pontos na vitória por 119-99 sobre o Los Angeles Lakers. Durante o jogo contra o Minnesota Timberwolves, em 7 de janeiro, Morris recebeu uma falta técnica. Suas outras "travessuras" durante essa temporada levaram o AZCentral.com a rotulá-lo como um dos maiores vilões de esportes do Arizona.
Em 6 de fevereiro de 2015, Morris registrou seu primeiro duplo-duplo da carreira, com 34 pontos e 12 rebotes na vitória por 100-93 sobre o Utah Jazz. Seu duplo-duplo vindo do banco o marcou como apenas o segundo jogador depois de Brook Lopez a gravar um jogo de 30 pontos e 10 rebotes vindo do banco. Em um jogo de 22 de março contra o Dallas Mavericks, os gêmeos Morris tiveram duplos-duplos no mesmo jogo pela primeira vez em suas carreiras profissionais.

### Detroit Pistons (2015–2017)

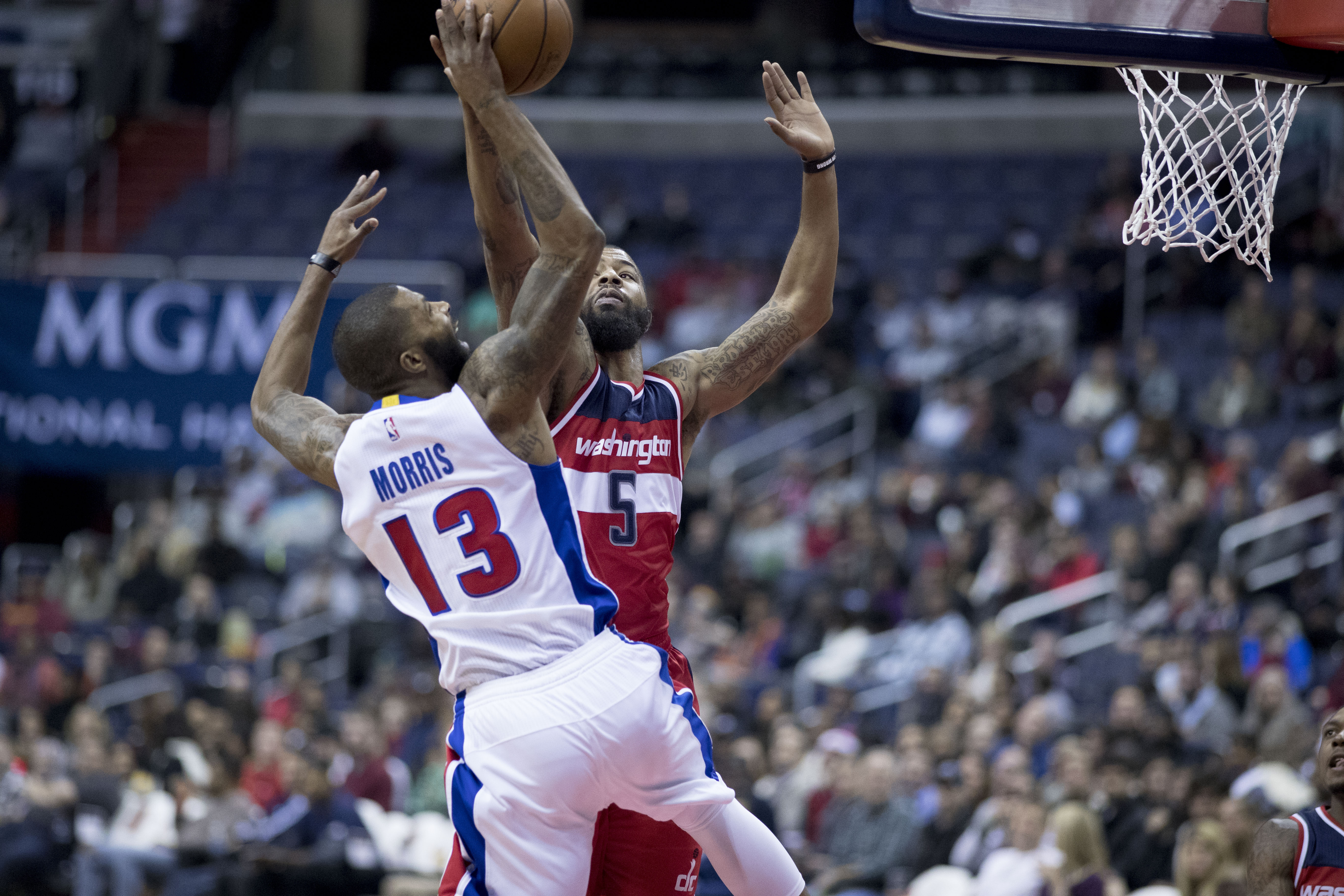
Morris lutando pela bola com seu irmão Markieff Morris do Washington Wizards.

Em 9 de julho de 2015, Morris foi negociado para o Detroit Pistons, junto com Reggie Bullock e Danny Granger, em troca de uma escolha de Draft na segunda rodada em 2020.
Ele fez sua estréia pelos Pistons em 27 de outubro de 2015 contra o Atlanta Hawks. Em 37 minutos de ação como titular, ele registrou 18 pontos e 10 rebotes na vitória por 106-94. Em 1º de abril de 2016, ele marcou 31 pontos em uma derrota por 98-89 para o Dallas Mavericks. 
Os Pistons terminaram a temporada regular como a oitava melhor campanha na Conferência Leste com um recorde de 44-38, ganhando uma vaga nos playoffs pela primeira vez desde 2009. Em sua primeira rodada contra o Cleveland Cavaliers, os Pistons foram varridos por 4-0.
Em 3 de fevereiro de 2017, Morris marcou 36 pontos em uma vitória por 116-108 sobre o Minnesota Timberwolves. Em 28 de fevereiro, Morris fez 37 pontos em uma vitória por 120-113 sobre o Portland Trail Blazers.

### Boston Celtics (2017–2019)
Em 7 de julho de 2017, Morris foi negociado para o Boston Celtics em troca de Avery Bradley e uma escolha de segunda rodada do Draft de 2019.
Em 31 de março de 2018, ele marcou 25 pontos na vitória por 110-99 sobre o Toronto Raptors. Foi o seu quarto jogo consecutivo com pelo menos 20 pontos.

### New York Knicks (2019–2020)
Em 16 de julho de 2019, Morris assinou um contrato de 1 ano e US$15 milhões com o New York Knicks.
Em 5 de janeiro de 2020, Morris marcou seu recorde pessoal de 38 pontos e igualou seu recorde pessoal de cestas convertidas (13) em uma derrota por 135-132 contra o Los Angeles Clippers.

### Los Angeles Clippers (2020–2023)
Os Knicks negociaram Morris com o Los Angeles Clippers em uma troca envolvendo três equipes.
Morris estreou pelos Clippers em 9 de fevereiro de 2020, marcando 10 pontos em uma vitória por 133-92 sobre o Cleveland Cavaliers. Na primeira rodada dos playoffs da NBA de 2020, Morris foi expulso durante o jogo 6 após cometer uma falta flagrante em Luka Dončić e foi multado em US$35,000, mas não foi suspenso. Morris teve médias de 11,8 pontos e 4,8 rebotes durante os playoffs.
Em 25 de novembro de 2020, Morris renovou com os Clippers por um contrato de 4 anos e US$64 milhões.

### Philadelphia 76ers (2023–2024)
Em 1º de novembro de 2023, o Philadelphia 76ers adquiriu Morris, Nicolas Batum, Kenyon Martin Jr. e Robert Covington dos Clippers em troca de James Harden, P. J. Tucker e Filip Petrušev, além de escolhas de draft dos dois lados.
Em 8 de fevereiro de 2024, Morris foi negociado com o San Antonio Spurs em uma negociação envolvendo três equipes. No entanto, ele não disputou nenhum jogo pelos Spurs e foi dispensado em 29 de fevereiro.

### Cleveland Cavaliers (2024–Presente)
Em 18 de março de 2024, Morris assinou um contrato de 10 dias com o Cleveland Cavaliers e em 29 de março, ele assinou para o restante da temporada.

## Estatísticas na carreira

### NBA

#### Temporada regular
| Ano      | Equipe        | PJ  | PT  | MPJ  | AP   | 3P   | LL   | RT  | AS  | BR | TO | PPJ  |
| -------- | ------------- | --- | --- | ---- | ---- | ---- | ---- | --- | --- | -- | -- | ---- |
| 2011–12  | Houston       | 17  | 0   | 7.4  | .296 | .118 | .750 | .9  | .2  | .1 | .1 | 2.4  |
| 2012–13  | Houston       | 54  | 17  | 21.4 | .428 | .381 | .653 | 4.1 | .9  | .5 | .3 | 8.6  |
| 2012–13  | Phoenix       | 23  | 6   | 16.1 | .405 | .308 | .405 | 2.5 | .7  | .8 | .2 | 5.7  |
| 2013–14  | Phoenix       | 82  | 1   | 22.0 | .442 | .381 | .761 | 3.9 | 1.1 | .9 | .2 | 9.7  |
| 2014–15  | Phoenix       | 81  | 35  | 25.2 | .434 | .358 | .628 | 4.8 | 1.6 | .8 | .2 | 10.4 |
| 2015–16  | Detroit       | 80  | 80  | 35.7 | .434 | .362 | .749 | 5.1 | 2.5 | .8 | .3 | 14.1 |
| 2016–17  | Detroit       | 79  | 79  | 32.5 | .418 | .331 | .784 | 4.6 | 2.0 | .7 | .3 | 14.0 |
| 2017–18  | Boston        | 54  | 21  | 26.7 | .429 | .368 | .805 | 5.4 | 1.3 | .6 | .2 | 13.6 |
| 2018–19  | Boston        | 75  | 53  | 27.9 | .447 | .375 | .844 | 6.1 | 1.5 | .6 | .3 | 13.9 |
| 2019–20  | New York      | 43  | 43  | 32.3 | .442 | .439 | .823 | 5.4 | 1.4 | .8 | .4 | 19.6 |
| 2019–20  | L.A. Clippers | 19  | 19  | 28.9 | .425 | .310 | .818 | 4.1 | 1.4 | .7 | .7 | 10.1 |
| 2020–21  | L.A. Clippers | 57  | 29  | 26.3 | .473 | .473 | .820 | 4.1 | 1.0 | .6 | .3 | 13.4 |
| 2021–22  | L.A. Clippers | 54  | 54  | 29.0 | .434 | .367 | .872 | 4.4 | 2.1 | .5 | .3 | 15.4 |
| 2022–23  | L.A. Clippers | 65  | 65  | 28.1 | .426 | .364 | .782 | 4.0 | 1.8 | .6 | .3 | 11.2 |
| 2023–24  | Philadelphia  | 37  | 7   | 17.2 | .439 | .400 | .861 | 2.9 | .7  | .4 | .3 | 6.7  |
| 2023–24  | Cleveland     | 12  | 0   | 15.0 | .441 | .414 | .625 | 2.1 | .8  | .2 | .2 | 5.8  |
| Carreira | Carreira      | 832 | 509 | 24.4 | .425 | .359 | .748 | 4.0 | 1.3 | .5 | .2 | 10.9 |

#### Playoffs
| Ano      | Equipe        | PJ | PT | MPJ  | AP   | 3P   | LL    | RT  | AS  | BR | TO | PPJ  |
| -------- | ------------- | -- | -- | ---- | ---- | ---- | ----- | --- | --- | -- | -- | ---- |
| 2016     | Detroit       | 4  | 4  | 36.0 | .468 | .389 | .870  | 3.3 | 2.5 | .5 | .0 | 17.8 |
| 2018     | Boston        | 19 | 4  | 29.6 | .368 | .417 | .712  | 5.4 | 1.1 | .4 | .3 | 12.4 |
| 2019     | Boston        | 9  | 4  | 28.2 | .519 | .450 | .742  | 8.1 | 1.2 | .1 | .6 | 13.7 |
| 2020     | L.A. Clippers | 13 | 13 | 29.8 | .505 | .475 | .929  | 4.8 | 1.6 | .8 | .1 | 11.8 |
| 2021     | L.A. Clippers | 19 | 18 | 31.8 | .430 | .375 | .750  | 4.3 | 1.5 | .5 | .5 | 12.2 |
| 2023     | L.A. Clippers | 3  | 2  | 22.8 | .345 | .167 | 1.000 | 4.0 | .0  | .3 | .3 | 8.7  |
| Carreira | Carreira      | 67 | 45 | 29.7 | .439 | .378 | .833  | 4.9 | 1.3 | .4 | .3 | 12.7 |

### Universidade
| Ano      | Equipe   | PJ  | PT | MPJ  | AP   | 3P   | LL   | RT  | AS  | BR  | TO | PPJ  |
| -------- | -------- | --- | -- | ---- | ---- | ---- | ---- | --- | --- | --- | -- | ---- |
| 2008–09  | Kansas   | 35  | 22 | 18.5 | .495 | .400 | .604 | 4.7 | 1.1 | 1.0 | .3 | 7.4  |
| 2009–10  | Kansas   | 36  | 33 | 24.7 | .570 | .375 | .660 | 6.1 | 1.0 | .9  | .3 | 12.8 |
| 2010–11  | Kansas   | 38  | 36 | 28.3 | .570 | .342 | .688 | 7.6 | 1.6 | .8  | .6 | 17.2 |
| Carreira | Carreira | 109 | 91 | 23.8 | .544 | .372 | .650 | 6.1 | 1.2 | .9  | .3 | 12.4 |

Fonte:

## Vida pessoal

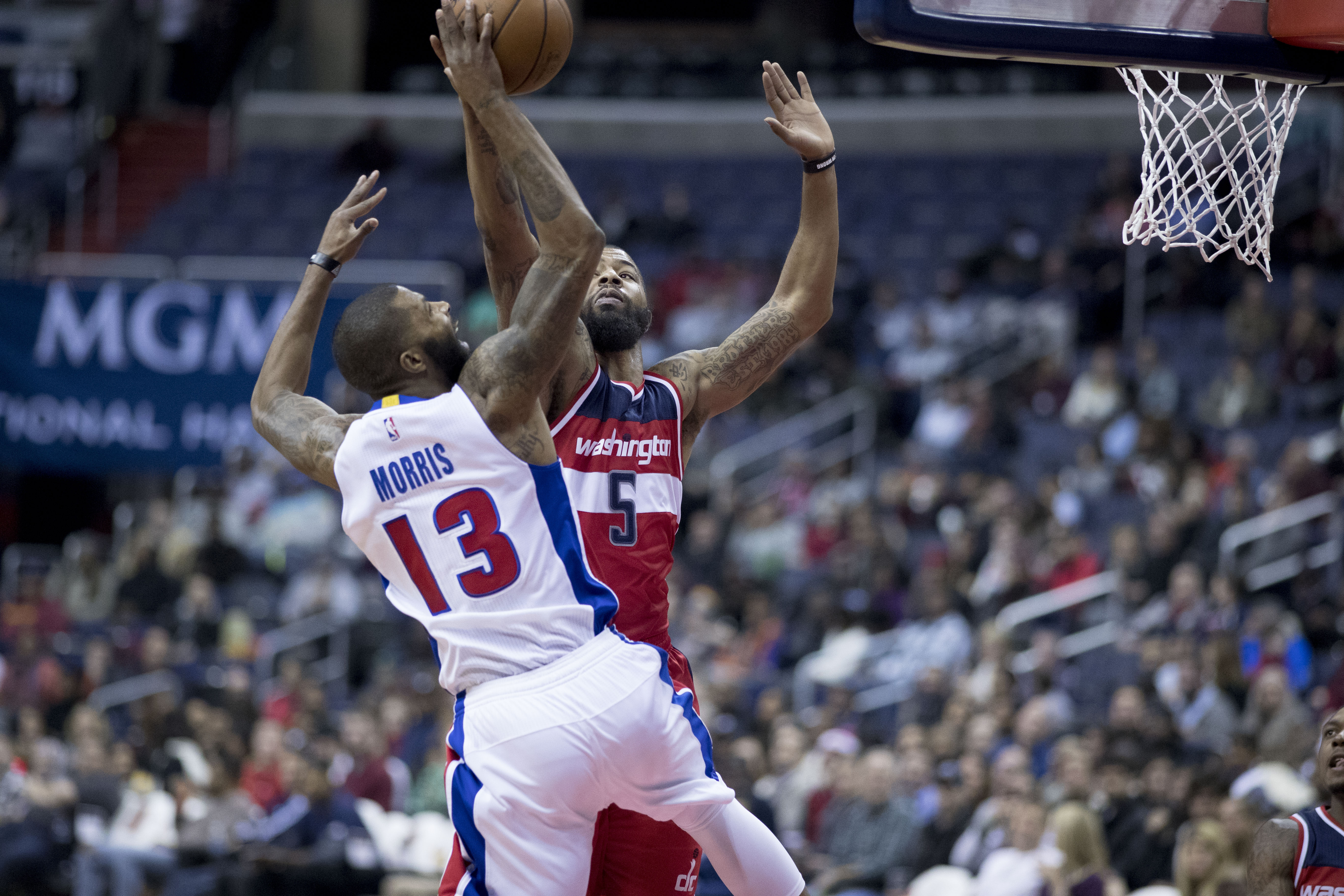
Morris e seu irmão Markieff Morris

Morris é sete minutos mais novo que seu irmão gêmeo idêntico, Markieff. Ele é fã do time de Futebol americano da sua cidade natal, o Philadelphia Eagles, enquanto Markieff torce pelo rival Dallas Cowboys. Seus apelidos são "Mook" e "Flask Dad". Morris e sua namorada Amber Soulds deram à luz um filho em 2018.
Os irmãos Morris e seus ex-companheiros Goran e Zoran Dragić jogaram brevemente nos Suns durante o quarto quarto da vitória do time em 2 de janeiro de 2015 sobre o Philadelphia 76ers. Marcou a primeira vez na história da NBA que dois pares de irmãos estavam na quadra na mesma equipe ao mesmo tempo.
Em 26 de fevereiro de 2012, depois de assistir ao jogo de basquete entre Kansas e Missouri, o estado do Kansas apresentou acusações contra Morris e Julius K. Harris, por socar um funcionário da Cave, um bar e boate em Lawrence, Kansas. Morris e Harris entraram em um acordo, com Morris pagando uma taxa de US $ 300, US $ 60 em custas judiciais e concordando em não entrar em contato com a vítima ou a boate por um ano.
Em 24 de janeiro de 2015, Marcus e Markieff Morris estavam envolvidos em dois casos de assalto, quando cinco homens diferentes (incluindo os gêmeos e o ex-Safety do Baltimore Ravens, Gerald Bowman) agrediram Eric Hood de 36 anos fora do Centro de Recreação Nina Mason Pulliam em Phoenix, Arizona. Os irmãos atacaram Hood por "enviar uma mensagem de texto imprópria" para sua mãe. O julgamento terminou em 3 de outubro de 2017, com os gêmeos e Gerald Bowman sendo considerados inocentes e o acusado Julius Kane e Christopher Melendez Jr. confessando sua culpa em setembro de 2017. Apesar da resolução, o incidente foi considerado um catalisador para a saida dos Suns para os Pistons em 9 de julho de 2015.

## Títulos e Homenagens

### Universidade de Kansas
- Segundo-Time All-American (2011)
- Jogador do Ano da Big 12 (2011)
- Primeira-Equipe da Big 12 (2011)
- Time de novatos da Big 12 (2009)